# Гурзо, Сергей Сафонович
Серге́й Сафо́нович (Сафро́нович) Гурзо́ (1926 — 1974) — советский актёр театра и кино.

## Биография
Родился 23 сентября 1926 года в патриархальной московской семье. Его дед был протоиереем, отец — врачом, мать преподавала точные науки в Гнесинке. Дядя Сергея — Иван Михайлович Кудрявцев был народным артистом, играл на сцене МХАТа.
В семье Гурзо было трое детей, жили они в коммунальной квартире в старом доме на Кузнецком мосту. Из этого дома Серёжа в шестнадцать лет ушёл добровольцем на фронт. В 1944 году в Польше получил тяжёлое ранение. Год лечился в госпиталях, после чего решил поступать во ВГИК. Поступив с первой попытки, учился в мастерской Бориса Бибикова и Ольги Пыжовой.
Дебютировал в роли Сергея Тюленина в фильме Сергея Герасимова «Молодая гвардия», вышедшем на экраны в 1948 году. Эта роль стала одной из главных удач картины. Зрители тех лет с замиранием сердца следили за тем, как Серёжка Тюленин поджигал немецкую биржу труда, устанавливал красный флаг над городской управой в ночь на 7 ноября.
Сергей Гурзо также писал стихи и песни, опубликовал сборник «Далёкое, близкое…», выступал с концертами. В дальнейшем его актёрская карьера пошла под откос из-за пристрастия к алкоголю. В 1956 году в газете «Советская культура» вышла статья «„Гастроли“ С. Гурзо», в которой он был подвергнут критике за «недостойное поведение».
Умер 19 сентября 1974 года в ленинградской больнице после тяжёлого инфаркта. Четырёх дней не дожил до своего 48-летия. На его похороны 21 сентября на Южном кладбище Ленинграда собралось много людей, хотя официальных сообщений о кончине не было.

## Личная жизнь
В 1946 году, на втором курсе ВГИКа, Сергей Гурзо женился на актрисе Надежде Васильевне Самсоновой (1924–2010). 2 ноября 1947 года родились близнецы — дочь Наталья и сын Сергей (1947–2016), впоследствии также ставшие актёрами. Позднее  брак распался из-за алкоголизма Гурзо. 
Уехал жить в Ленинград и женился на актрисе Ирине Губановой (1940–2000). 15 декабря 1959 года у них родилась дочь Анна, однако через несколько лет расстался и с ней, женившись на другой. 
В последнем браке у него родились две дочери.
Состоял в нескольких фактических браках. Среди его любовниц была артистка цирка Гитана Леонтенко.

## Фильмография

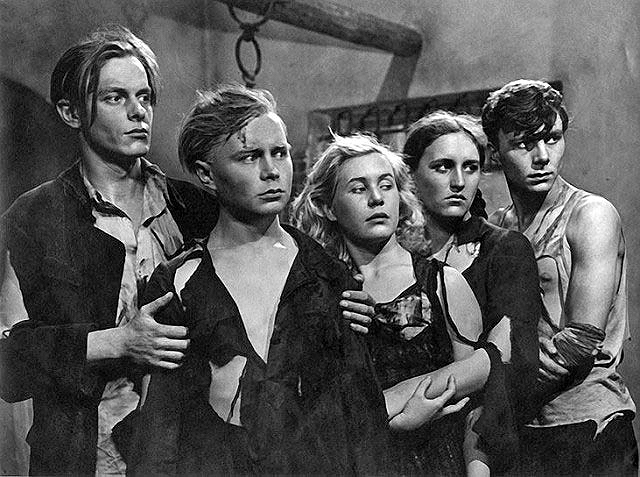
Дебют в кино — роль Сергея Тюленина (справа) в фильме «Молодая гвардия», 1948 год.

- 1948 — Молодая гвардия — Сергей Тюленин
- 1950 — В мирные дни — Павло Панычук, матрос-торпедист
- 1950 — Далеко от Москвы — Петя Гудкин
- 1950 — Смелые люди — Василий Терентьевич Говорухин
- 1952 — Навстречу жизни — Виктор Басов
- 1953 — Застава в горах — сержант Кулешов
- 1953 — Тревожная молодость — Яшка Тиктор
- 1956 — Беспокойная весна — Женька Омега
- 1957 — Рождённые бурей — Андрей Птаха
- 1959 — Всё начинается с дороги — Александр Коршунов
- 1961 — Горизонт — водитель грузовика
- 1961 — Две жизни — Филька / Гвоздь и солдат
- 1961 — Дипломат (короткометражный)
- 1962 — Первый мяч (короткометражный)

## Награды и премии
- Сталинская премия первой степени (1949) — за исполнение роли Сергея Тюленина в фильме «Молодая гвардия» (1948)[8]
- Сталинская премия второй степени (1951) — за исполнение роли Василия Терентьевича Говорухина в фильме «Смелые люди» (1950)